# Red de difracción

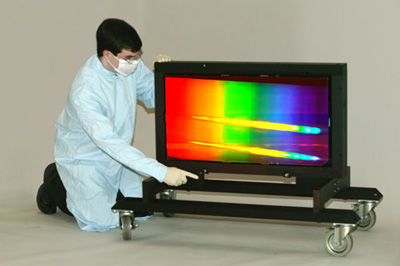
Una rejilla de difracción reflectante muy grande

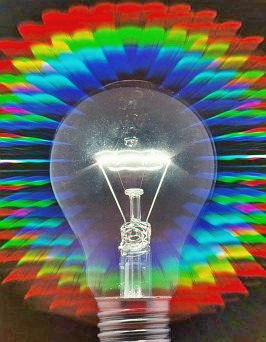
Una lámpara incandescente vista a través de una rejilla de difracción transmisiva

En óptica, una red de difracción (también denominada rejilla o retícula de difracción) es un componente óptico con una estructura periódica que divide la luz difractándola en diferentes direcciones. La coloración emergente es una forma de coloración estructural. Las direcciones de estos rayos dependen del espaciado de la rejilla y de la longitud de onda de la luz, de modo que la rejilla actúa como el elemento dispersivo. Debido a esto, las rejillas se usan comúnmente en óptica como elementos monocromadores y en espectrometría.

## Características generales
Para aplicaciones prácticas, las rejillas generalmente tienen crestas o líneas grabadas en su superficie en lugar de líneas oscuras. Estas rejillas pueden ser transmisivas o reflectantes. También se producen rejillas que modulan la fase en lugar de la amplitud de la luz incidente, como se hace con la holografía.
La difracción puede generar la aparición de los colores del arco iris cuando se ilumina con una fuente de luz de espectro amplio. Los efectos brillantes de las pistas estrechas poco espaciadas en discos de almacenamiento óptico como discos compactos o DVD son un ejemplo. Los efectos de arco iris similares que se ven en capas delgadas de aceite o gasolina flotando sobre el agua no son causados por una rejilla, sino más bien por iridiscencia debido a los reflejos sobre capas transmisivas poco espaciadas entre sí. Una rejilla tiene líneas paralelas, mientras que un CD tiene una espiral de pistas de datos finamente espaciadas. Los colores de difracción también aparecen cuando se mira una fuente puntual brillante a través de una cubierta de tela de paraguas translúcida. Las películas de plástico con dibujos decorativos basadas en parches de rejilla reflectantes son muy económicas y comunes.

## Historia
Los principios de las rejillas de difracción fueron descubiertos en 1673 por James Gregory, aproximadamente un año después de los experimentos con prismas de Isaac Newton, para lo que inicialmente se usaron elementos como las plumas de ave. La primera rejilla de difracción hecha por el hombre se construyó alrededor de 1785, siendo obra del inventor de Filadelfia David Rittenhouse, quien ensartó pelos entre dos tornillos finamente roscados. Esto era similar a la rejilla de difracción de alambre del notable físico alemán Joseph von Fraunhofer en 1821. Las rejillas con la distancia entre líneas (d) más pequeña fueron creadas, en la década de 1860, por Friedrich Adolph Nobert (1806-1881) en Greifswald. Posteriormente, los estadounidenses Lewis Morris Rutherfurd (1816-1892) y William B. Rogers (1804-1882) tomaron la delantera, y a finales del siglo XIX, las rejillas cóncavas de Henry Augustus Rowland (1848-1901) eran las mejores disponibles.

## Teoría de funcionamiento

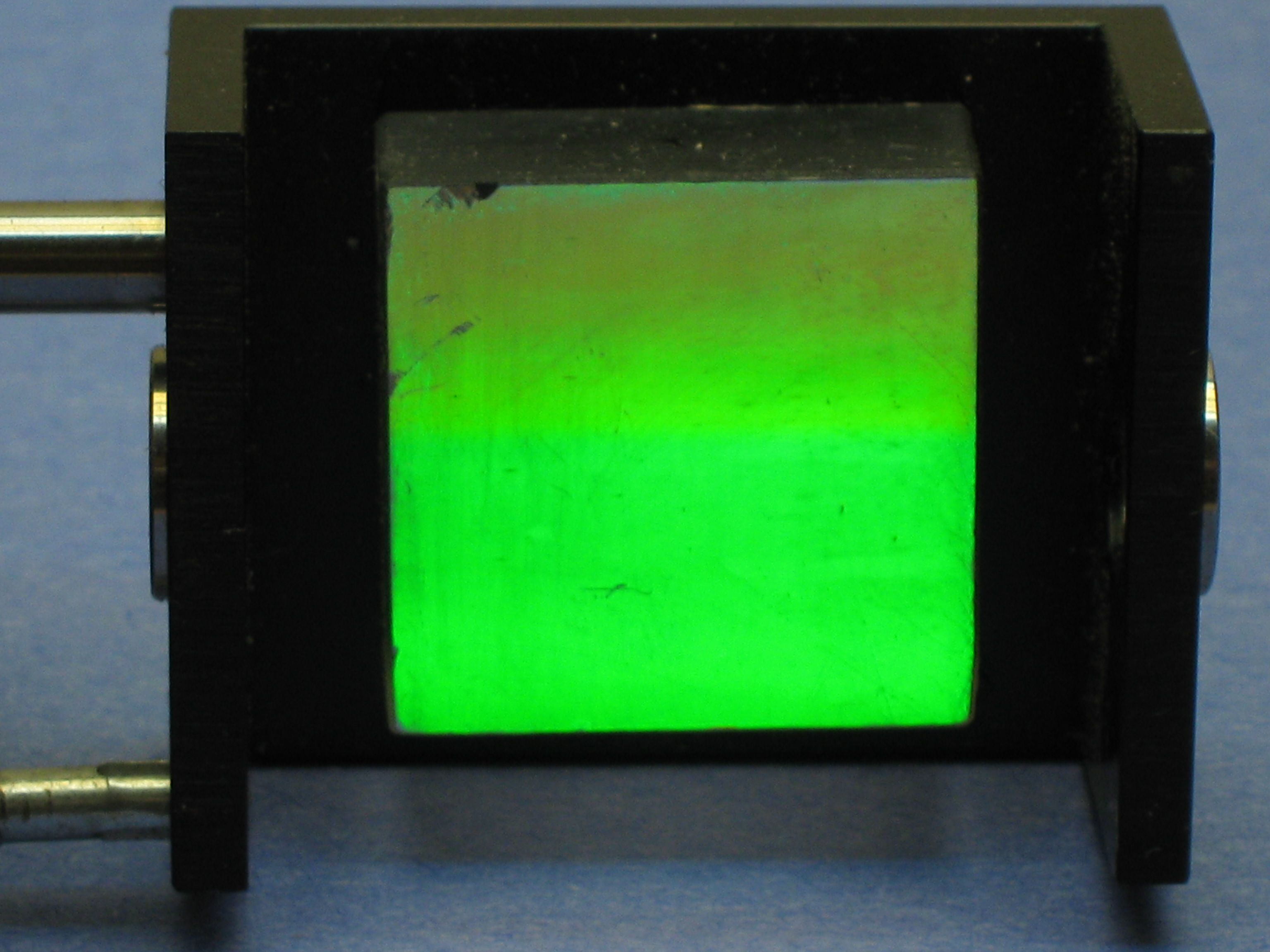
Una rejilla de difracción que refleja solo la parte verde del espectro de la iluminación fluorescente de una habitación

La relación entre el espaciado de la red y los ángulos de los haces de luz incidente y difractada se conoce como ecuación de la red. Según el principio de Fresnel - Huygens, se puede considerar que cada punto en el frente de onda de una onda en propagación actúa como una fuente puntual, y el frente de onda en cualquier punto posterior se puede encontrar sumando las contribuciones de cada una de estas fuentes puntuales individuales. Las rejillas pueden ser del tipo "reflectante" o "transmisivo", análogas a un espejo o a una lente, respectivamente. Una rejilla tiene un 'modo de orden cero' (donde m=0), en el que no hay difracción y un rayo de luz se comporta de acuerdo con las leyes de la reflexión y la refracción al igual que con un espejo o una lente respectivamente.

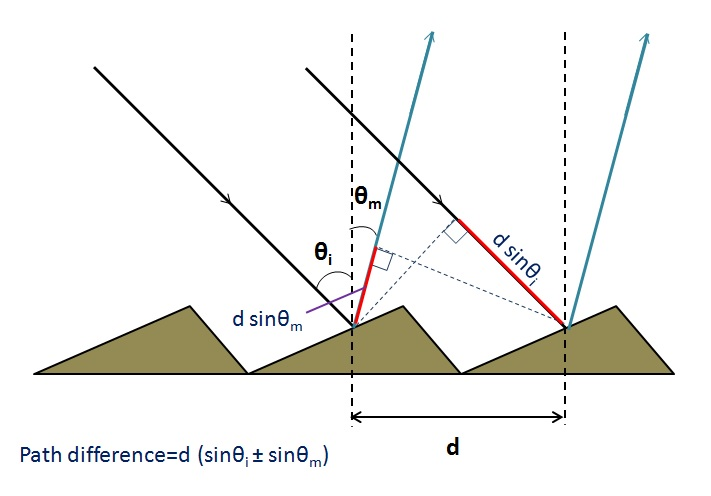
Diagrama que muestra la diferencia de trayectoria entre los rayos dispersos desde las barras adyacentes de la rejilla de difracción reflectante

Una rejilla ideal está formada por un conjunto de rendijas de espaciado d, que deben ser más anchas que la longitud de onda a estudiar para causar difracción. Suponiendo una onda plana de luz monocromática de longitud de onda λ con incidencia normal (perpendicular a la rejilla), cada rendija en la rejilla actúa como una fuente casi puntual desde la que la luz se propaga en todas direcciones (aunque esto típicamente se limita a un hemisferio). Después de que la luz interactúa con la rejilla, la luz difractada se compone de la suma de los componentes de onda interfering que emanan de cada rendija de la rejilla. En cualquier punto dado en el espacio a través del cual puede pasar la luz difractada, la longitud del camino a cada rendija en la rejilla varía. Dado que la longitud de la trayectoria varía, por lo general, también lo hacen las fases de las ondas en ese punto desde cada una de las rendijas. Por lo tanto, se suman o restan entre sí para crear picos y valles a través de fenómenos de adición e interferencia. Cuando la diferencia de trayectoria entre la luz de las rendijas adyacentes es igual a la mitad de la longitud de onda, λ2, las ondas están desfasadas y, por lo tanto, se cancelan entre sí para crear puntos de mínima intensidad. De manera similar, cuando la diferencia de la longitud de la ruta es λ, las fases se suman y se producen máximos. Para un rayo que incide normalmente en una rejilla, los máximos se registran en los ángulos θm, que satisfacen la relación d sinθmλ = | & thinsp;  m  & thinsp; |, donde θm es el ángulo entre el rayo difractado y el vector normal de la rejilla, y d es la distancia desde el centro de una rendija al centro de la rendija adyacente, y m es un número entero que representa el modo de propagación estudiado.

Comparación de los espectros obtenidos de una rejilla de difracción por difracción (1) y un prisma por refracción (2). Las longitudes de onda más largas (rojo) se difractan más, pero se refractan menos que las longitudes de onda más cortas (violeta)

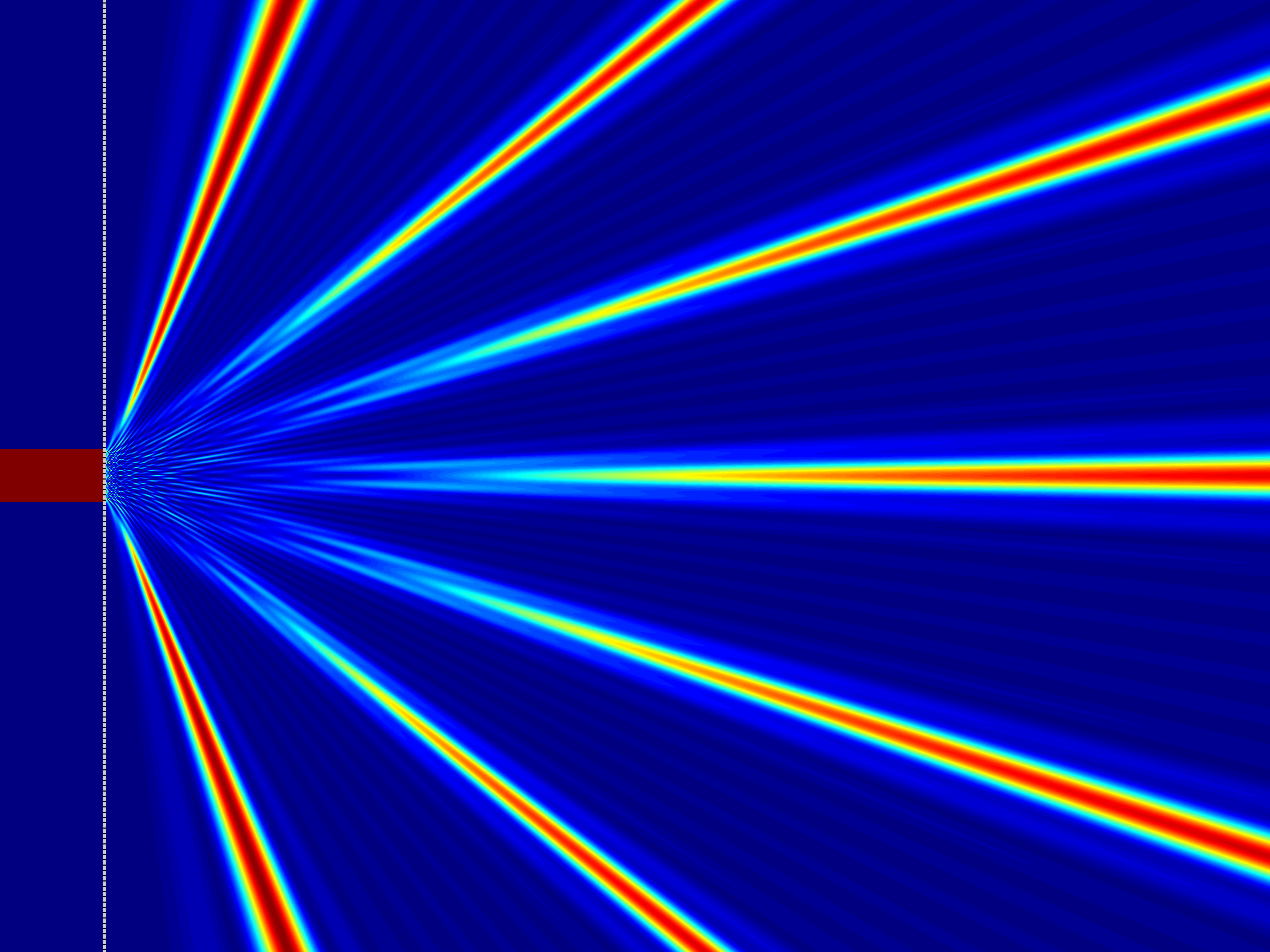
Intensidad como mapa de calor para luz monocromática detrás de una rejilla

Por lo tanto, cuando la luz incide normalmente sobre la rejilla, la luz difractada tiene máximos en los ángulos θm dados por:
{\displaystyle d\sin \theta _{m}=m\lambda .}
Se puede demostrar que si una onda plana incide en cualquier ángulo arbitrario θi, la ecuación de la rejilla se convierte en:
{\displaystyle d(\sin \theta _{i}-\sin \theta _{m})=m\lambda .}
Cuando se resuelve para los máximos del ángulo difractado, la ecuación es:
{\displaystyle \theta _{m}=\arcsin \!\left(\sin \theta _{i}-{\frac {m\lambda }{d}}\right)\!.}
Se debe tener en cuenta que estas ecuaciones asumen que ambos lados de la rejilla están en contacto con el mismo medio (por ejemplo, aire).
La luz que corresponde a la transmisión directa (o imagen especular en el caso de una rejilla de reflexión) se llama orden cero y se denota como m=0. Los otros máximos aparecen en ángulos representados por enteros m distintos de cero. Téngase en cuenta que m' puede ser positivo o negativo, lo que da como resultado órdenes difractados en ambos lados del haz de orden cero.
Esta ecuación se basa en una rejilla ideal. Sin embargo, la relación entre los ángulos de los haces difractados, el espaciado de la rejilla y la longitud de onda de la luz se aplican a cualquier estructura regular del mismo espaciado, porque la relación de fase entre la luz dispersada por los elementos adyacentes de la rejilla sigue siendo la misma. La distribución exacta de la luz difractada depende de la estructura detallada de los elementos de la rejilla, así como del número de elementos que la componen, pero siempre se generan máximos en las direcciones dadas por la ecuación de la rejilla.
Se pueden hacer rejillas en las que se modulan varias propiedades de la luz incidente en un patrón periódico, entre los que se incluyen
- Transparencia (rejillas de difracción de amplitud de transmisión)
- Reflectancia (rejillas de difracción de amplitud de reflexión)
- Índice de refracción o camino óptico (rejillas de difracción de fase)
- Dirección del eje óptico (rejillas de difracción de eje óptico)

La ecuación de la rejilla se aplica en todos estos casos.

### Electrodinámica cuántica

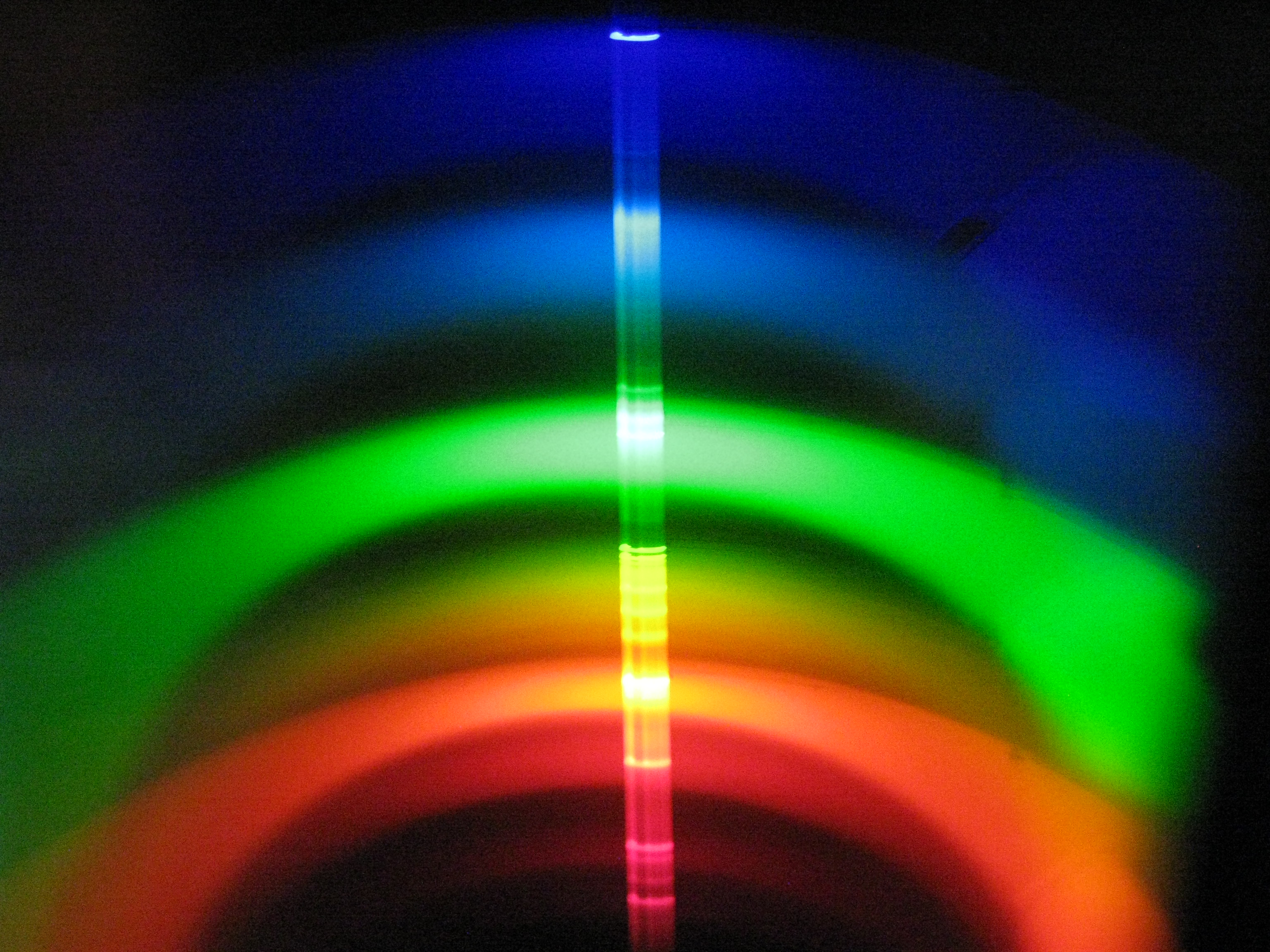
Una lámpara fluorescente helicoidal fotografiada en una rejilla de difracción de reflexión, que muestra las diversas líneas espectrales producidas por la lámpara

La electrodinámica cuántica (EDC) ofrece otra explicación de las propiedades de una rejilla de difracción en términos del fotón como partícula (en algún nivel). Esta disciplina se puede describir intuitivamente como el estudio de la integral de caminos dentro de la mecánica cuántica. Como tal, puede modelar los fotones asumiendo que potencialmente pueden seguir todos los caminos desde una fuente hasta un punto final, teniendo cada camino una determinada amplitud de probabilidad. Estas amplitudes de probabilidad se pueden representar como un número complejo o un vector equivalente, o simplemente flechas, como las llama el físico Richard Feynman en su libro sobre EDC.
Para determinar la probabilidad de que suceda cierto evento, se suman las amplitudes de probabilidad para todas las formas posibles en las que el evento puede ocurrir y luego se toma el cuadrado de la longitud del resultado. La amplitud de probabilidad de que un fotón de una fuente monocromática llegue a un cierto punto final en un momento dado, en este caso, puede modelarse como una flecha que gira rápidamente hasta que se evalúa cuando el fotón alcanza su punto final. Por ejemplo, para la probabilidad de que un fotón se refleje en un espejo y sea observado en un punto dado una cantidad determinada de tiempo más tarde, se establece la amplitud de probabilidad del fotón girando cuando sale de la fuente, lo sigue hasta el espejo y luego hasta su punto final, incluso para trayectos que no impliquen rebotar en el espejo en ángulos iguales. Entonces se puede evaluar la amplitud de probabilidad en el punto final del fotón. A continuación, se pueden integrar todas estas flechas (véase vector) y elevar al cuadrado la longitud del resultado para obtener la probabilidad de que este fotón se refleje en el espejo de la manera pertinente. Los tiempos que implican estos caminos son los que determinan el ángulo de la flecha de amplitud de probabilidad, ya que se puede decir que giran a una velocidad constante (que está relacionada con la frecuencia del fotón).
Los tiempos de las trayectorias cerca del punto de reflexión clásico del espejo son casi iguales, por lo que las amplitudes de probabilidad apuntan en casi la misma dirección; por lo tanto, tienen una suma calculable. El examen de los caminos hacia los bordes del espejo revela que los tiempos de los caminos cercanos son bastante diferentes entre sí y, por lo tanto, se termina sumando vectores que se cancelan rápidamente. Por lo tanto, existe una mayor probabilidad de que la luz siga una trayectoria de reflexión casi clásica que una trayectoria más alejada. Sin embargo, se puede hacer una rejilla de difracción a partir de este espejo, raspando áreas cercanas al borde del espejo que generalmente cancelan las amplitudes cercanas, pero ahora, dado que los fotones no se reflejan en las porciones raspadas, las amplitudes de probabilidad conjunta apuntaría, por ejemplo, a cuarenta y cinco grados, lo puede tener una suma considerable. Por lo tanto, esto permite que la luz de la frecuencia correcta se sume a una mayor amplitud de probabilidad y, como tal, posea una mayor probabilidad de alcanzar el punto final apropiado.
Esta descripción en particular implica muchas simplificaciones: una fuente puntual, una "superficie" en la que la luz puede reflejarse (descuidando así las interacciones con los electrones) entre otras. La mayor simplificación es quizás el hecho de que el giro de las flechas de amplitud de probabilidad se explica con más precisión como un giro de la fuente, ya que las amplitudes de probabilidad de los fotones no giran mientras están en tránsito. Se obtiene la misma variación en las amplitudes de probabilidad dejando indeterminado el tiempo en el que el fotón salió de la fuente, y el tiempo de la trayectoria ahora indica cuándo el fotón habría abandonado la fuente y, por tanto, cuál sería el ángulo de su flecha. Sin embargo, este modelo y aproximación es razonable para ilustrar conceptualmente una red de difracción. La luz de una frecuencia diferente también puede reflejarse fuera de la misma rejilla de difracción, pero con un punto final diferente.

## Rejillas como elementos dispersivos
La dependencia de la longitud de onda en la ecuación de la rejilla muestra que la rejilla separa un haz incidente polícromo en sus componentes de longitud de onda constituyentes, es decir, es dispersiva. Cada longitud de onda del espectro del haz de entrada se envía en una dirección diferente, produciendo un arcoíris de colores bajo iluminación de luz blanca. Esto es visualmente similar al funcionamiento de un prisma, aunque el mecanismo es muy diferente.

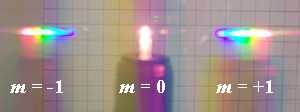
La luz de la lámpara incandescente de una linterna eléctrica vista a través de una rejilla transmisiva, mostrando dos órdenes difractados. El orden m=0 corresponde a una transmisión directa de luz a través de la rejilla. En el primer orden positivo (m=+1), los colores con longitudes de onda crecientes (de azul a rojo) se difractan en ángulos crecientes

Los haces difractados correspondientes a órdenes consecutivas pueden superponerse, dependiendo del contenido espectral del haz incidente y la densidad de la red. Cuanto mayor sea el orden espectral, mayor será la superposición en el siguiente orden.

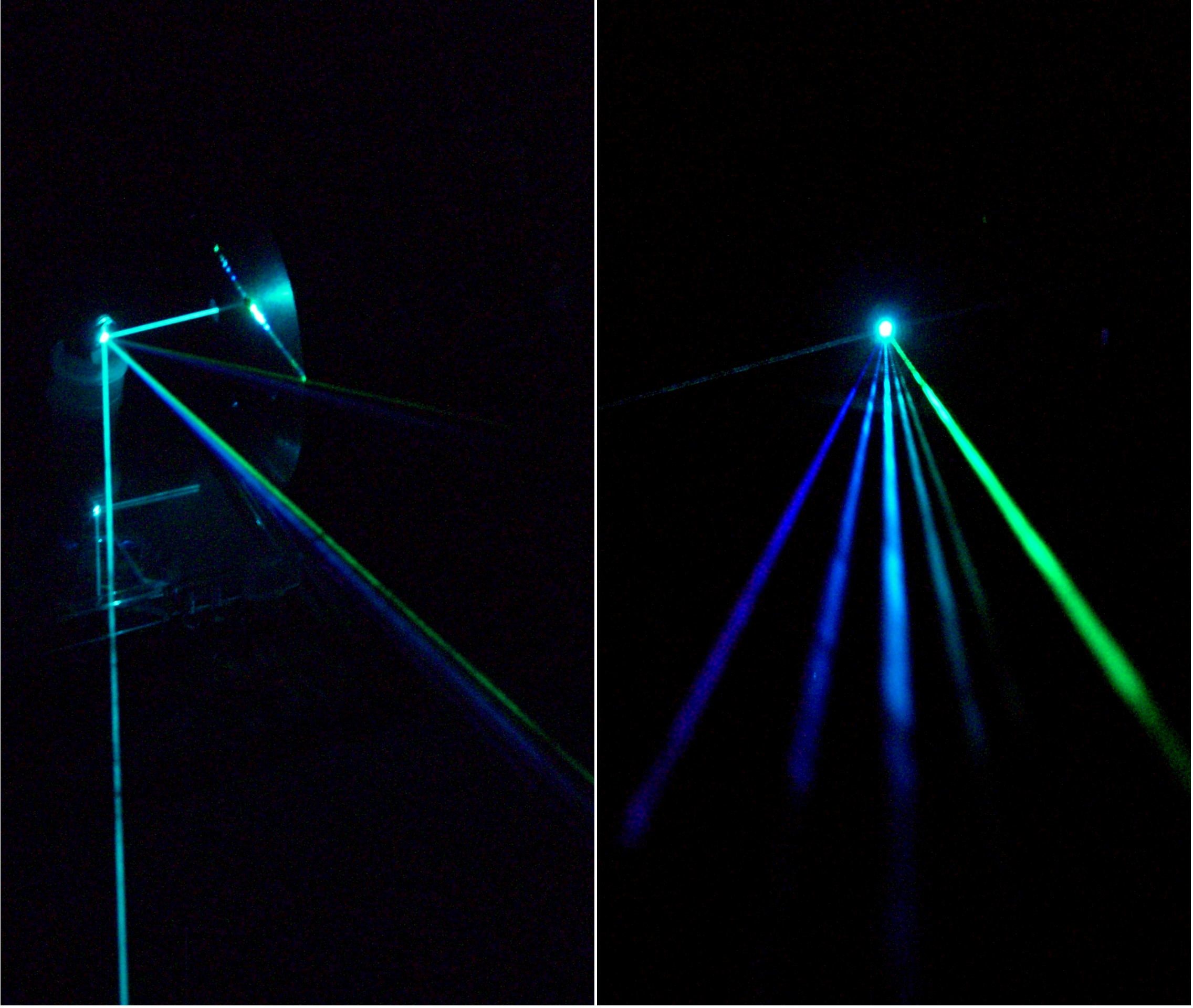
Un rayo láser de argón que consta de varios colores (longitudes de onda) incide en una rejilla de espejo de difracción de silicio y se separa en varios rayos, uno para cada longitud de onda. Las longitudes de onda son (de izquierda a derecha) 458 nm, 476 nm, 488 nm, 497 nm, 502 nm y 515 nm

La ecuación de rejilla muestra que los ángulos de los órdenes difractados solo dependen del período de las ranuras y no de su forma. Controlando el perfil de la sección transversal de las ranuras, es posible concentrar la mayor parte de la energía difractada en un orden particular para una longitud de onda dada. Se suele utilizar un perfil triangular. Esta técnica se llama flameado. El ángulo de incidencia y la longitud de onda para los cuales la difracción es más eficiente a menudo se denominan ángulo de llamarada y longitud de onda de llamarada. La eficiencia de una rejilla también puede depender de la polarización de la luz incidente. Las rejillas generalmente se designan por su densidad de surco, el número de surcos por unidad de longitud, generalmente expresado en surcos por milímetro (s/mm), también igual a la inversa del período de los surcos. El período de ranura debe estar en el orden de la longitud de onda estudiada; el rango espectral cubierto por una rejilla depende del espaciado de las ranuras y es el mismo para rejillas regladas y holográficas con la misma constante de rejilla. La longitud de onda máxima que una rejilla puede difractar es igual al doble del período de la rejilla, en cuyo caso la luz incidente y difractada están a noventa grados con respecto a la normal de la rejilla. Para obtener una dispersión en una frecuencia más amplia, se debe utilizar un prisma. En el régimen óptico, en el que el uso de rejillas es más común, esto corresponde a longitudes de onda entre 100 nm y 10 µm. En ese caso, la densidad de las ranuras puede variar desde unas pocas decenas de ranuras por milímetro, como en las rejillas echelle, hasta unos pocos miles de ranuras por milímetro.
Cuando el espacio entre surcos es menos de la mitad de la longitud de onda de la luz, el único orden presente es el orden m=0. Las rejillas con una periodicidad tan pequeña se denominan rejillas sublongitud de onda y exhiben propiedades ópticas especiales. Realizadas sobre un material isótropo las rejillas de sublongitud de onda dan lugar al fenómeno de la birrefringencia.

## Tipo echelle

Espectrómetro echelle: La primera red de difracción está optimizada para los órdenes de difracción bajos, mientras que los órdenes superiores mejoran su intensidad de salida con la red echelle. Ambos elementos difractivos están montados ortogonalmente de modo que los órdenes con mayor intensidad sean separados transversalmente. Debido a que solo algunas partes del espectro de cada orden coinciden espacialmente, únicamente se presentarán algunas partes de solapamiento espectral (como la línea verde en la región roja)

La red de difracción echelle (del francés, échelle, escalera), es un tipo de red de difracción que se caracteriza por presentar una densidad de líneas relativamente baja pero presenta mayor número de órdenes de difracción. Debido a esto, se obtiene una mayor eficiencia y menores efectos de polarización en rangos de longitudes de onda mayores. Las redes echelle son usadas en espectrómetros e instrumentos similares como el HARPS y numerosos instrumentos astronómicos.
Al igual que otras redes de difracción, la red echelle está formada por una serie de ranuras (escalones) con anchos cercanos a la longitud de onda de la luz a difractar. Esta estructura permite que la luz de la longitud de onda asociada a cada ranura sea difractada hacia la posición correspondiente al orden cero cuando su incidencia sea normal al plano de difracción; mientras que los órdenes mayores serán refractados con ángulos específicos definidos por la densidad de la red para cada orden seleccionado. La separación angular entre distintos órdenes decrece monótonamente conforme aumenta el número de orden, por lo que para órdenes superiores la separación entre los mismos tiende a desaparecer, mientras que los órdenes menores suelen quedar correctamente separados.

## Fabricación

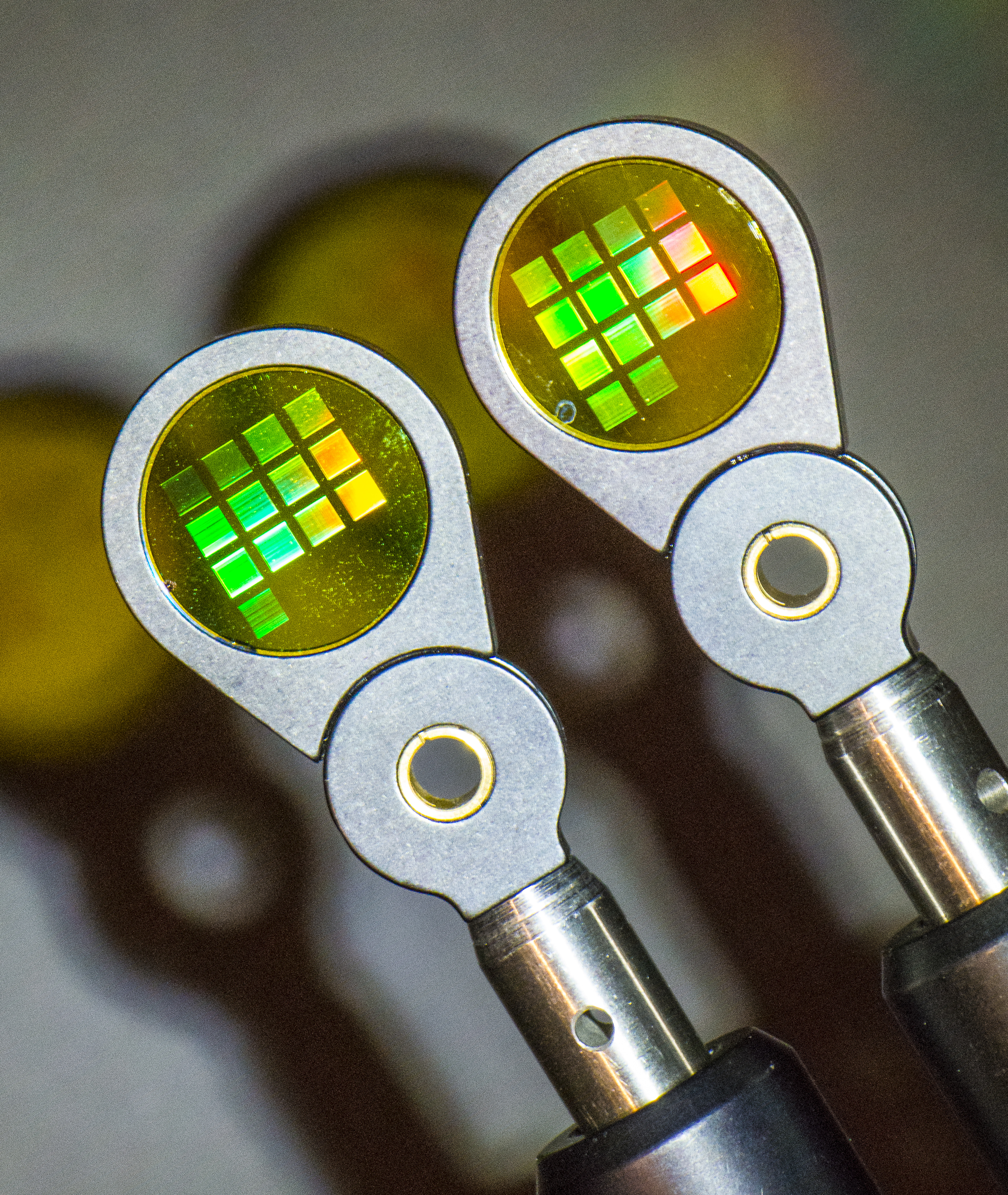
Rejillas de difracción

Originalmente, las rejillas de alta resolución se producían mediante máquinas divisorias de alta calidad, cuya construcción era una empresa muy compleja. Henry Joseph Grayson diseñó una máquina para hacer rejillas de difracción, teniendo éxito con una de 120.000 líneas por pulgada (aproximadamente 4724 líneas por mm) en 1899. Más adelante, las técnicas fotolitográficas permitieron crear rejillas a partir de un patrón de interferencia holográfico. Las rejillas holográficas tienen ranuras sinusoidales y pueden no ser tan eficientes como las rejillas regladas, pero a menudo se prefieren en los monocromadores porque producen menos luz perdida. Al ser una técnica de copiado, permite producir réplicas de alta calidad a partir de rejillas maestras de cualquier tipo, lo que reduce los costos de fabricación.
Otro método para fabricar rejillas de difracción utiliza un gel fotosensible intercalado entre dos sustratos. Un patrón de interferencia holográfica expone el gel, que luego se desenrrolla. Estas rejillas, llamadas "rejillas de difracción de holografía de fase volumétrica" (o rejillas de difracción de VPH) no tienen ranuras físicas, sino una modulación periódica del índice de refracción dentro del gel. Esto elimina gran parte de los efectos de dispersión de la superficie que se ven típicamente en otros tipos de rejillas. Estas rejillas también tienden a tener mayores eficiencias y permiten la inclusión de patrones complicados en una sola rejilla. En versiones anteriores, la susceptibilidad ambiental era un problema complejo, ya que el gel tenía que ser mantenido a baja temperatura y humedad. Normalmente, las sustancias fotosensibles se sellan entre dos sustratos que las hacen resistentes a la humedad y a las tensiones térmicas y mecánicas. Las rejillas de difracción VPH no se dañan por pequeños impactos accidentales y son más resistentes a los arañazos que las rejillas en relieve típicas.
Hoy en día, la tecnología de semiconductores también se utiliza para grabar rejillas con patrones holográficos en materiales robustos como la sílice fundida. De esta manera, la holografía de baja luz parásita se combina con la alta eficiencia de las rejillas de transmisión grabadas profundas y se puede incorporar a la tecnología de fabricación de semiconductores de alto volumen y bajo costo.
Una nueva tecnología para la inserción de rejillas en circuitos de ondas luminosas fotónicas integradas con luz parásita es la holografía plana digital (DPH). Las rejillas DPH se generan en computadora y se fabrican en una o varias interfaces de una guía de onda óptica plana con métodos estándar de micro-litografía o nanoimpresión, compatibles con la producción en masa. La luz se propaga dentro de las rejillas DPH, confinada por el gradiente del índice de refracción, que produce una trayectoria de interacción más larga y una mayor flexibilidad en la conducción de la luz.

## Ejemplos

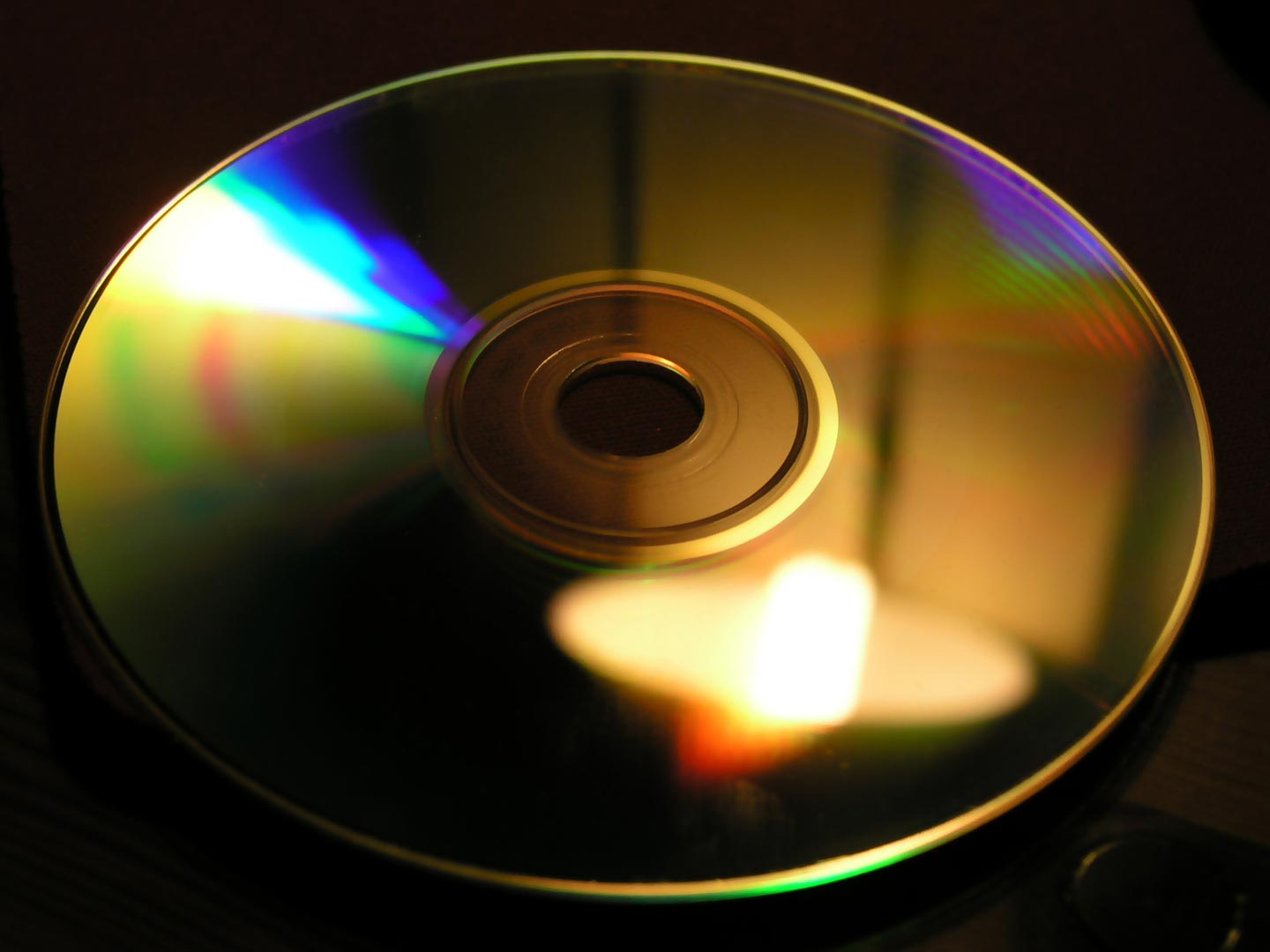
Las ranuras de un disco compacto pueden actuar como una rejilla y producir reflejos de iridiscencia

Las rejillas de difracción se utilizan a menudo en monocromadores, espectrómetros, rayos láser, dispositivos dWDM, dispositivos ópticos de pulso compresión y muchos otros instrumentos ópticos.
Los discos CD y DVD prensados ordinarios son ejemplos cotidianos de rejillas de difracción y se pueden utilizar para demostrar el efecto reflejando la luz solar en una pared blanca, mostrando un efecto secundario de su fabricación, ya que una superficie de un CD tiene muchos pequeños hoyos en el plástico, dispuestos en espiral, y la superficie posee una fina capa de metal aplicada para hacer las marcar más legibles. La estructura de un DVD es ópticamente similar, aunque puede tener más de una superficie con marcas dentro del mismo disco.
Debido a la sensibilidad al índice de refracción de los medios, la rejilla de difracción se puede utilizar como sensor de las propiedades de un fluido.
Un disco de vinilo estándar prensado, cuando se ve desde un ángulo bajo perpendicular a las ranuras, muestra un efecto similar pero menos definido al de un CD o DVD. Esto se debe al ángulo de visión (menor que el ángulo crítico de reflexión del vinilo negro) y la trayectoria de la luz que se refleja debido a que esta es modificada por los surcos, dejando un patrón de arco iris por detrás.
Las rejillas de difracción también se utilizan para distribuir uniformemente la luz frontal de los lectores de libros electrónicos como el Nook Simple Touch with GlowLight.

### Rejillas de componentes electrónicos

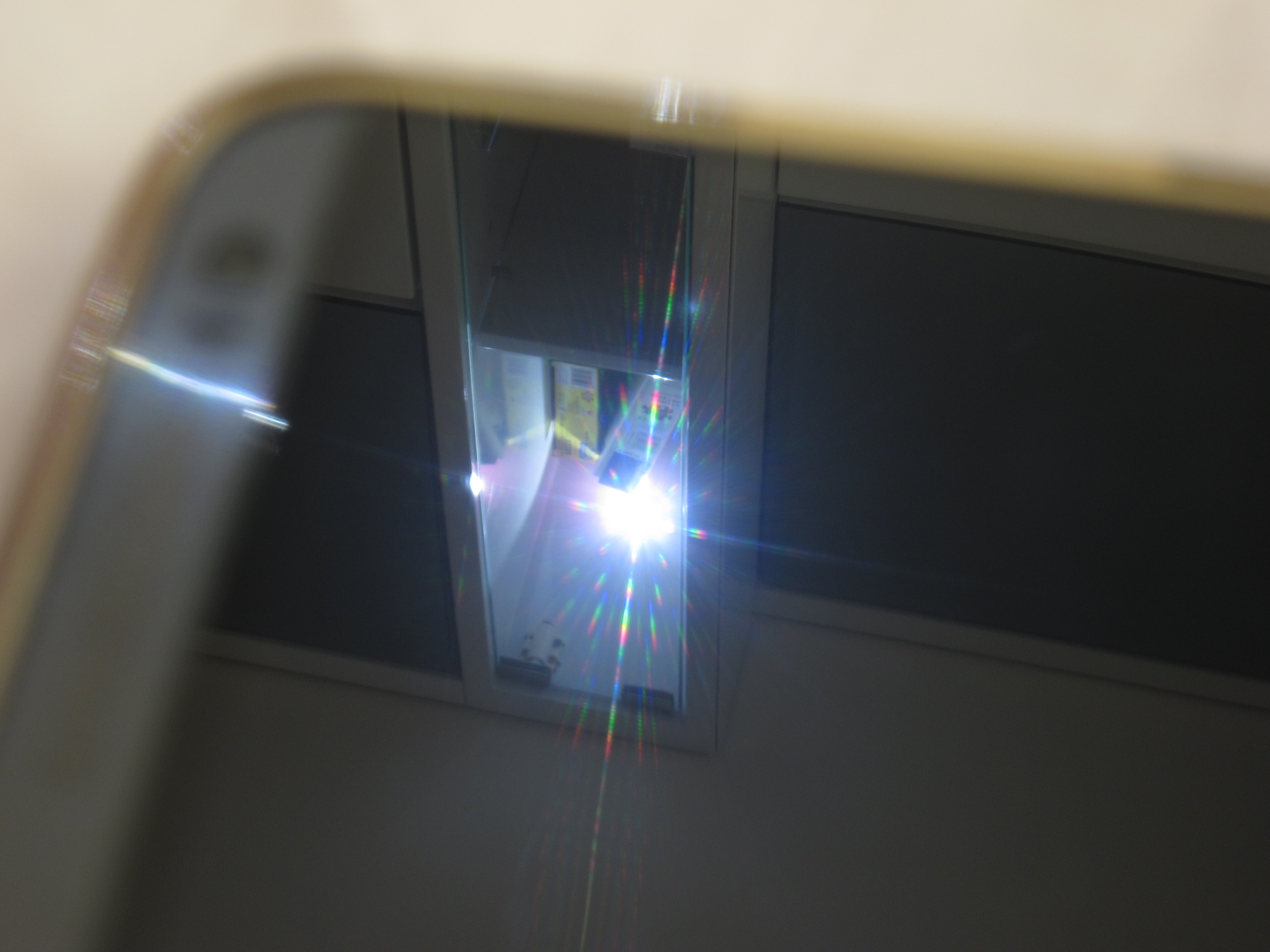
Difracción de un foco sobre un teléfono móvil

Algunos componentes electrónicos cotidianos contienen componentes con patrones finos y regulares, que se comportan como rejillas de difracción. Por ejemplo, los sensores CCD de teléfonos móviles y de las cámaras desechados se pueden sacar de estos dispositivos. Con un puntero láser, la difracción puede revelar la estructura espacial de estos sensores. Este misma propiedad está presente en las pantallas LCD o LED de los teléfonos inteligentes. Debido a que estas pantallas suelen estar recubiertas por protecciones transparentes, se pueden realizar experimentos sin dañar los teléfonos. Si no se pretenden realizar mediciones precisas, un simple foco de luz puede revelar los correspondientes patrones de difracción.

### Rejillas naturales

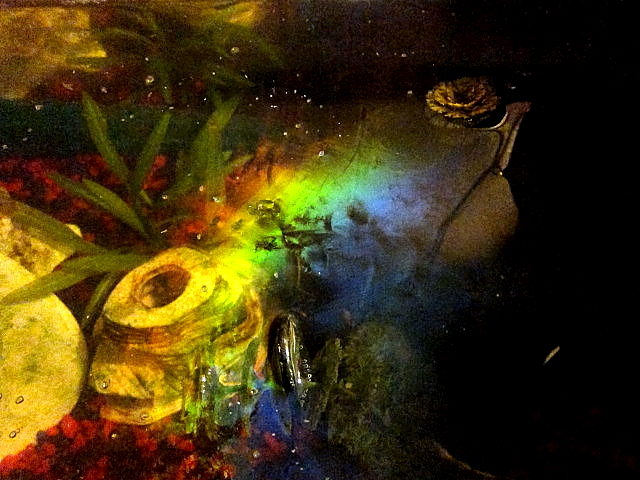
Una biopelícula en la superficie de una pecera produce efectos de rejilla de difracción cuando las bacterias tienen un tamaño uniforme y están espaciadas. Tales fenómenos son un ejemplo de anillos de Quetelet

Un músculo estriado es la rejilla de difracción natural más común. Este hecho ha ayudado a los fisiólogos a determinar la estructura de dicho músculo. Análogamente, la estructura química de los cristales puede considerarse como rejillas de difracción para tipos de radiación electromagnética distintos de la luz visible, circunstancia que es la base de técnicas como la cristalografía de rayos X.
Algunos casos son confundidos con las rejillas de difracción al generar colores a través del fenómeno de la iridiscencia, como las plumas del pavo real, el nácar y las alas de algunas mariposas. La iridiscencia en aves, peces e insectos a menudo es causada por interferencia en láminas delgadas en lugar de una rejilla de difracción. La difracción produce todo el espectro de colores a medida que cambia el ángulo de visión, mientras que la interferencia de película delgada generalmente produce un rango mucho más estrecho. Las superficies de las flores también pueden crear un efecto de difracción, pero las estructuras celulares de las plantas suelen ser demasiado irregulares para producir la geometría de rendija fina necesaria para una rejilla de difracción. Por tanto, la señal de iridiscencia de las flores solo es apreciable de forma muy local y, en consecuencia, no es visible para el hombre ni para los insectos que las visitan. Sin embargo, aparecen rejillas naturales en algunos animales invertebrados, como arañas pavo real, las antenas de los ostrácodos, e incluso se han descubierto en los fósiles de Burgess Shale.
A veces se observan efectos de rejilla de difracción en meteorología. Las coronas de difracción son anillos de colores que rodean una fuente de luz, como el sol. Por lo general, se observan mucho más cerca de la fuente de luz que los halos y son causadas por partículas muy finas, como gotas de agua, cristales de hielo o partículas de humo en un cielo brumoso. Cuando las partículas tienen casi el mismo tamaño, difractan la luz entrante en ángulos muy específicos. El ángulo exacto depende del tamaño de las partículas. Las coronas de difracción se observan comúnmente alrededor de fuentes de luz, como llamas de velas o farolas, en la niebla. Una nube iridiscente es causada por la difracción, que se produce en los anillos coronales cuando las partículas en las nubes son todas de tamaño uniforme.